# 卞祥
卞祥，《水滸傳》中的人物，晉王田虎的上將，官拜丞相太師。他本是庄家出身，後成為田虎军中著名的上将。他身材矮小，有水牛般的力氣。梁山軍征田虎時降宋江。

## 事蹟

### 經歷
卞祥原為田虎的上將，武功高強，有水牛般的力氣，曾與九紋龍史進交手三十餘回合不分勝負。
後來田虎的河北軍敗退，曾想降金國。卞祥挺身出戰，可惜河北軍大敗，卞祥亦被卢俊义所擒。被解入宋江大营，见宋江義氣重，感激而归降梁山軍。
后随梁山军征讨淮西楚王王庆时，斬酆泰等多名淮西大將，並立下大功。

### 結局
後率軍至西京龙门关前，遇寇烕用妖火烧，宋军大败，败退中被寇烕一口火喷中，烧损坠马，被淮西军所杀。

## 簡本中的卞祥
簡本的卞祥为河北富豪，並育有一子卞江，同时有十二名嫡派猛將，余呈、任光、於玉、吳得真、宋元、江度、計宣、沈安仁、卞江、李勝和范簡，名聲浩大。后在梁山軍攻打龙蟠州时经馬靈遊説下歸降宋江，並助宋江消灭了田虎的勢力。

卞祥随宋江征王慶时立下大功，並在孙安死后为其辦后事。不久，他自己亦病逝在石祁城，其子卞江於其死后返回河北。

## 評價
马灵曰：“卞祥平生诚实，可退兵十五里。”